# William Murray Black

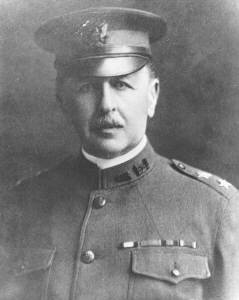
William Murray Black als Generalmajor

William Murray Black (* 8. Dezember 1855 in Lancaster, Pennsylvania; † 24. September 1933 in Washington, D.C.) war ein US-amerikanischer Offizier des United States Army Corps of Engineers (USACE), zuletzt Major General, der von 1916 bis 1919 Chief of Engineers war.

## Leben
Black wurde als Sohn von James und Eliza Black geboren. Er besuchte die Lancaster High School und das Franklin & Marshall College, bevor er sich 1873 für die Aufnahme an die Militärakademie West Point bewarb. Er graduierte 1877 als erster seiner Klasse und wurde als Second Lieutenant dem Corps of Engineers zugeteilt. Er wurde kurzzeitig als Hilfsausbilder für Militäringenieurwesen in West Point behalten und ging dann an die Engineering School of Application in Willets Point, Long Island, wo er nach seinem Abschluss bis 1880 beim Engineer Battalion diente. Er wurde danach, zum Lieutenant befördert, Assistent verschiedener höherer Offiziere des Corps of Engineers, darunter Colonel William Price Craighill. Von 1882 bis 1886 diente er wieder als Ausbilder in West Point und Willets Point.
Black war von 1886 bis 1891 in Florida eingesetzt, wo er die Aufsicht über Fort Marion und Fort Zachary Taylor innehatte und mit verschiedenen Aufgaben wie Hafenverbesserungen, Heben von Wracks und Vermessungen betraut war und später leitender Distriktsingenieur war. Von 1891 bis 1895 war er Mitglied verschiedener Ausschüsse zu ingenieurtechnischen Fragen, danach bis 1897 Ausbilder an der mittlerweile eingerichteten Army Engineers School in Willets Point und zugleich Kompaniechef der C-Kompanie des Engineer Battalion. Anschließend wurde er Assistant Chief of Engineers, betraut mit Aufgaben des Personal- und Festungswesens, und Engineer Commissioner im District of Columbia.
Während des Spanisch-Amerikanischen Krieges von 1898 war Black leitender Ingenieur des 3. und später des 5. Armeekorps im Rang eines Lieutenant Colonel der Freiwilligen. Er nahm an der Expedition nach Puerto Rico teil, in der er eine der ersten Landungseinheiten befehligte. Von Januar 1899 bis April 1901 diente er unter den Generälen William Ludlow und Leonard Wood als leitender Ingenieur in Havanna und später von ganz Kuba.
Als regulärer Major befehligte Black von 1901 bis 1903 die Engineering School, das Fort Totten und die Washington Barracks sowie das 3. Bataillon des Corps of Engineers. Von April 1903 bis Juli 1904 war er auf dem Isthmus von Panama stationiert, wo er in der Isthmian Canal Commission saß. Seine nächste Station war im Maine District, wo er bis 1906 Hafenverbesserungen und Befestigungsarbeiten beaufsichtigte.
Von 1906 bis 1909 war Black Berater der provisorischen kubanischen Regierung für öffentliche Arbeiten und wurde in dieser Zeit bis zum Colonel befördert. Die nächsten sieben Jahre bis 1916 war er leitender Ingenieur an der Ostküste der USA und in dieser Zeit mit verschiedenen ingenieurtechnischen Aufgaben betraut. Unter anderem beaufsichtigte er die Hebung des Wracks der Maine im Hafen von Havanna. Im März 1916 wurde er unter Beförderung zum Brigadier General zum Chief of Engineers der U.S. Army ernannt. Unter dem Eindruck des Ersten Weltkriegs leitete er eine rapide Expansion des Corps of Engineers von unter 2.500 auf über 300.000 Mann ein. Zu diesem Zweck schuf er unter anderem das Engineer Officers’ Reserve Corps.
Nach seiner Pensionierung im gesetzlich vorgeschriebenen Alter von 64 Jahren 1919 betätigte er sich bis 1929 als Mitinhaber eines in Washington, D.C. ansässigen Beratungsunternehmens. Anschließend war er bis zu seinem Tod 1933 für Regierungsstellen als Berater tätig und trat auch bei öffentlichen Anlässen als Redner auf. Sein Grab befindet sich auf dem West Point Cemetery.

## Familiäres
1877 heiratete er Daisy Peyton Derby, Tochter des Militärtopographen George Derby. Mit dieser hatte er mindestens einen Sohn. Nach dem Tod seiner ersten Ehefrau 1889 heiratete er zwei Jahre später Gertrude Totten Gamble, Tochter von Commander William Marshall Gamble, United States Navy, mit der er zwei weitere Söhne hatte.

## Auszeichnungen
Für seine Dienste im Ersten Weltkrieg wurde Black unter anderem mit der Distinguished Service Medal ausgezeichnet. Zu seinen weiteren Auszeichnungen zählen der Thomas Fitch Rowland Prize und der Arthur M. Wellington Prize der American Society of Civil Engineers. 1920 erhielt er die Ehrendoktorwürde des Pennsylvania Military College.